# Verita Monselles
Verita Monselles (Buenos Aires, 1929 – Firenze, 29 agosto 2004) è stata una fotografa italiana.

## Biografia
È stata una delle esponenti più rappresentative della fotografia cosiddetta al femminile, sia in Italia che in Europa prendendo parte a mostre personali e collettive presso prestigiose gallerie, non solo fotografiche, ed ottenendo riconoscimenti e recensioni.
Agli inizi degli anni settanta si trasferisce da Napoli a Firenze, in concomitanza con profondi cambiamenti familiari, dove inizia ad occuparsi di fotografia, ed in particolare nei confronti della fotografia al femminile, indagando le rappresentazioni stereotipate. Con questi lavori partecipa ad alcune mostre di rilievo, curate da Romana Loda.
Sul finire degli anni settanta prosegue la sua attività con la serie dedicata a Paolina Borghese, considerata un emblema del femminismo, intitolata La Venere Contestatrice nella quale compie il gesto della vagina, in pratica rivendicando il diritto delle donne alla propria sessualità e a quella di fare politica come gli uomini. La ricerca della Monselles si orienta verso il corpo femminile, cioè verso il tema più utilizzato dagli uomini per decontestualizzarne la strumentalizzazione.
In quegli stessi anni diventa la fotografa ufficiale della compagnia teatrale fiorentina Magazzini Criminali, composta da Federico Tiezzi, Sandro Lombardi e Marion d'Amburgo.
A partire dai primi anni ottanta lavora anche come fotografa professionista nella moda e nella pubblicità, alternando la sua ricerca artistica a quella commerciale.
Nel 1982 espone al Centre Pompidou di Parigi con la mostra Sei fotografe Italiane e a Napoli con una personale al Maschio Angioino. Nel 1984 è presente alla Fiera Internazionale di fotografia di Colonia. Nel 1987 espone al Sicof di Milano. L'anno successivo espone nella mostra internazionale L'immagine delle donne a Siena presso Palazzo San Galgano, Facoltà di Lettere dell'Università, cui partecipano fotografe come Adriana Argalia, Eva Besnyö, Elisabetta Catamo, Carla Cerati, Maryvonne Gilotte, Halina Holas-Idziak, Vera Isler-Leiner, Edith Lechtape, Zofia Rydet, Helen Sager, Leena Saraste, Giuliana Traverso.
Verso la metà degli anni novanta cessa la sua attività professionale dedicandosi interamente alla fotografia d'arte, sperimentando le nuove frontiere del digitale e recuperando i suoi scatti in bianconero dei primi anni, digitalizzandoli e rielaborandoli.